# اگوردو
اگوردو (به ایتالیایی: Agordo) یک سکونتگاه مسکونی در ایتالیا است که در استان بلونو واقع شده‌است.

## خصوصیات
اگوردو ۲۳٫۶۷ کیلومترمربع مساحت و ۴٬۲۵۷ نفر جمعیت دارد و ۶۱۱ متر بالاتر از سطح دریا واقع شده‌است.